# Acanthicus
Acanthicus är ett släkte av sötvattenlevande fiskar som förekommer i Brasilien och Peru. Släktet ingår i familjen harneskmalar (Loricariidae).
Kladogram enligt Catalogue of Life:
| Acanthicus | \| \| Acanthicus adonis, på svenska känd som vitprickig taggmal \| \| \| \| \| \| Acanthicus hystrix, på svenska känd som lyrstjärtspleco och älvmal \| \| \| \| |
|            | \| \| Acanthicus adonis, på svenska känd som vitprickig taggmal \| \| \| \| \| \| Acanthicus hystrix, på svenska känd som lyrstjärtspleco och älvmal \| \| \| \| |
|            | Acanthicus adonis, på svenska känd som vitprickig taggmal |
|            | |
|            | Acanthicus hystrix, på svenska känd som lyrstjärtspleco och älvmal                                                                                               |
|            | |